# 남극밍크고래
남방쇠정어리고래(Balaenoptera bonaerensis) 또는 남극밍크고래는 수염고래소목에 속하는 밍크고래 종의 하나이다.

## 분류
최근까지 모든 쇠정어리고래는 하나의 단일종으로 간주해 왔다. 그러나 미토콘드리아 DNA 검사에 의해 북방쇠정어리고래는 남방쇠정어리고래와는 다른 별도의 종이라는 사실이 밝혀졌다. 또한, 이 검사를 통해 남방쇠정어리고래는 북방쇠정어리고래와 가장 밀접한 관계에 있다는 사실이 확인되었다.

## 형태
밍크고래 2종은 1960년대 일본에 의한 남극해에서의 시험조업으로 확인될 때까지 동일한 종으로 되었을 정도로 극단적인 차이는 보이지 않는다. 북방쇠정어리고래의 손바닥에는 하얀무늬가 있지만, 남방쇠정어리고래의 손바닥에는 무늬가 없고, 그것이 현저한 외관의 차이이다. 성체에서의 몸길이는 8.5~9.0m 정도이며, 밍크고래보다 약간 큰 정도이다.

## 생태
남방쇠정어리고래는 그 먹이로 남극해에 많이 서식하는 크릴과 플랑크톤에만 의존하고 있다. 다만, 로스해에서는 어류의 포식이 확인되고 있어 원래는 물고기 등도 포식하는 잡식성이었던 것이, 포경에 의해 감소한 대형 고래류가 포식할 것이었던 크릴 자원에 잉여가 발생했기 때문에 라고 하는 설도 있다.
남방쇠정어리고래는 다른 수염 고래와 마찬가지로 고위도 해역의 섭식역과 저위도 해역의 번식역 사이에서 대회유를 한다. 여름철은 섭식지역인 남극해에서 채취하고, 가을부터 겨울에 걸친 9월부터 3개월간은 온난한 저위도 해역(남태평양 서쪽 해역 등)의 번식지역에서 번식한다고 한다. 번식 지역에서는 거의 포식하지 않는 것으로 되어 이동 도중이나 번식 영역에서의 포식은 확인되지 않았지만, 다른 고래와 비교하여 소형이며(즉 지방의 축적도 적다), 섭식 영역에 있는 기간도 짧은 사실에서 어떠한 섭식이 이루어지고 있다는 지적도 있다. 남방쇠정어리고래는 적도 근처까지는 회유하지만 적도를 넘는 일은 없다.

## 같이 보기
- 고래류의 종 목록